# 마쓰다이라 노부타카 (미키 마쓰다이라가)
마쓰다이라 노부타카(일본어: 松平 信孝, まつだいら のぶたか, 생년 미상 ~ 1548년 5월 22일)는 센고쿠 시대에 활동했던 일본의 무장이다. 미카와국 마쓰다이라 씨의 여섯번째 당주 마쓰다이라 노부타다의 아들로, 마쓰다이라 기요야스의 동생이다. 또한 미키 마쓰다이라 씨의 첫 당주를 지냈다.
미키 성의 성주이다. 마쓰다이라 기요야스가 가신에게 살해당한 모리야마의 변이 일어난 뒤 가독을 물려받은 마쓰다이라 히로타다는 육촌 (노부타카의 숙부) 어른이었던 마쓰다이라 노부사다의 주도로 오카자키성에서 쫓겨났는데, 노부타카는 히로타다가 오카자키 성으로 돌아오는 것을 도와주었고, 그 공으로 후견인이 되었다. 그러나 아우 야스타카가 차지하고 있던 미키 (三木) 땅을 빼앗은 일 등으로 히로타다와 가신들의 빈축을 사 후견인 자리에서 물러났다. 그 후, 병으로 누워 있던 히로타다의 대리인으로 슨푸 성의 이마가와 요시모토에게 새해 인사를 하러 갔다가, 히로타다의 군대의 공격으로 미키 성을 빼앗기자 요시모토에게 이것을 이야기했으나 묵살당했다. 결국 노부타카는 도시요리들이 모인 회의의 결과로 마쓰다이라 가문의 영토에서 쫓겨났으며, 오와리국의 오다씨에게 투항하였다.
오다 씨 밑에서는 야마자키 성을 근거로 하여, 역시 오다 씨에게 투항하여 가미와다 성에 머무르고 있던 마쓰다이라 노부노리나 우에노 성의 사카이 다다히사 등과 손을 잡고 히로타다와 대립했다. 아즈키자카 전투가 끝난 뒤, 오카자키 성을 공격하러 출진했으나, 전투 중에 화살에 맞아 죽음을 당했다.